# Éric Sargiacomo
Éric Sargiacomo, né le 31 octobre 1969 à Louhans, est un homme politique français. Membre du Parti socialiste, il est conseiller régional de Nouvelle-Aquitaine depuis 2021, et député européen depuis 2024.

## Biographie
Éric Sargiocomo naît le 31 octobre 1969 à Louhans (Saône-et-Loire). Il adhère au PS en 1987. Il réside à Saint-Sever (Landes) depuis 1996.
Il est titulaire d'une maîtrise et d'un DEA en droit européen. Il publie dans le cadre de son DEA à l'Université Montesquieu Bordeaux-IV un mémoire intitulé « La pollution automobile dans le droit communautaire », Bordeaux, direction S. Charbonneau, 1993.
Il est le Premier secrétaire fédéral de la Fédération des Landes du Parti Socialiste,. Lors des élections régionales de 2021, il gagne son siège dans son département. Il siège au sein de la majorité composée du PS, du PRG, du PCF et de Place publique. En juin 2025, il annonce ne pas briguer de nouveau mandat de secrétaire fédéral, et laisse sa place à la sénatrice Monique Lubin, dans le cadre de la campagne des élections municipales de 2026.

### Député européen
Lors des élections européennes du 9 juin 2024, il est présent à la 11e place, de la liste Réveiller l'Europe de Raphaël Glucksmann, une position éligible, si les 11% sont dépassés. Il est élu, la liste PS-PP recueillant 13,83 % des voix. Il est le second Landais élu au parlement européen après Louis Lauga.
Membre de l'alliance progressiste des socialistes et démocrates, il est vice-président de la commission de l'agriculture et du développement rural, mais aussi membre de la commission de la pêche et de la commission des affaires juridiques. Il copréside avec l’eurodéputée espagnole Esther Herranz García un intergroupe de 70 députés dédié aux « vins, denrées alimentaires de qualité et spiritueux », dont la première réunion se déroule le 23 janvier 2025. 
Il se positionne en faveur d’une meilleure régulation des marchés agricoles, d’une revalorisation des revenus des agriculteurs d’une révision de la politique agricole commune, en la désindexant des règles de l’organisation mondiale du commerce.
Il est un des trois membres de la délégation du parlement européen de la 29e session de la Commission des thons de l'océan Indien en avril 2025. Cette délégation rencontre le commissaire européen à la Pêche et aux Océans, Kóstas Kadís, et la ministre française de l'Écologie, Agnès Pannier-Runacher. Au parlement européen, il déclare qu’il « ne veu[t] pas travailler avec » des élus d’extrême droite.

### Cadre du Parti socialiste
Début juillet 2025, Éric Sargiacomo est nommé secrétaire national chargé de l’agriculture et de la souveraineté alimentaire du Parti socialiste.